# HŽ 1141 sorozat
A HŽ  1141 sorozat egy horvát, Bo'Bo' tengelyelrendezésű 25 kV 50 Hz AC áramrendszerű villamosmozdony-sorozat. A Končar gyártotta 1960-bana svéd ASEA licensze alapján. Összesen 80 db készült a sorozatból. Beceneve: Končar. Néhány mozdony a sorozatból módosítás és átszámozás után a Török Államvasutakhoz került.
Jugoszlávia felbomlása után a típus Szerbiához került járművei ŽS 441 néven futnak.

## Galéria

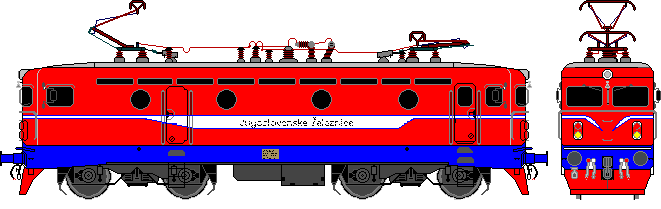
Eredeti festés
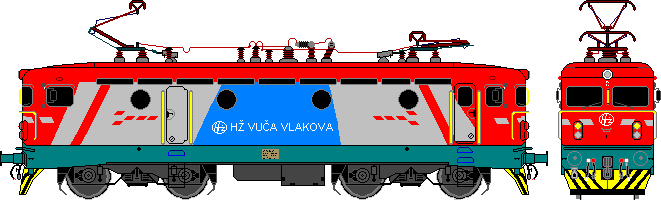
Az új "HŽ vuča vlakova" festés
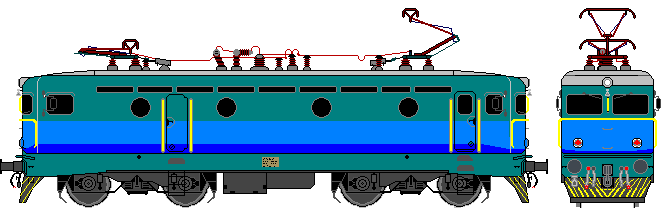
ŽFBiH festés
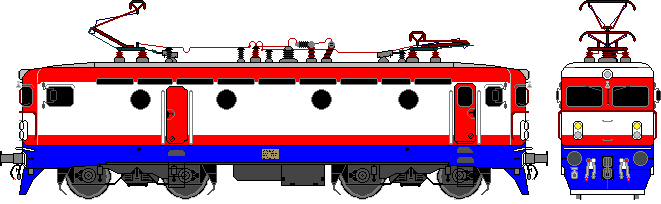
ŽFBiH festés
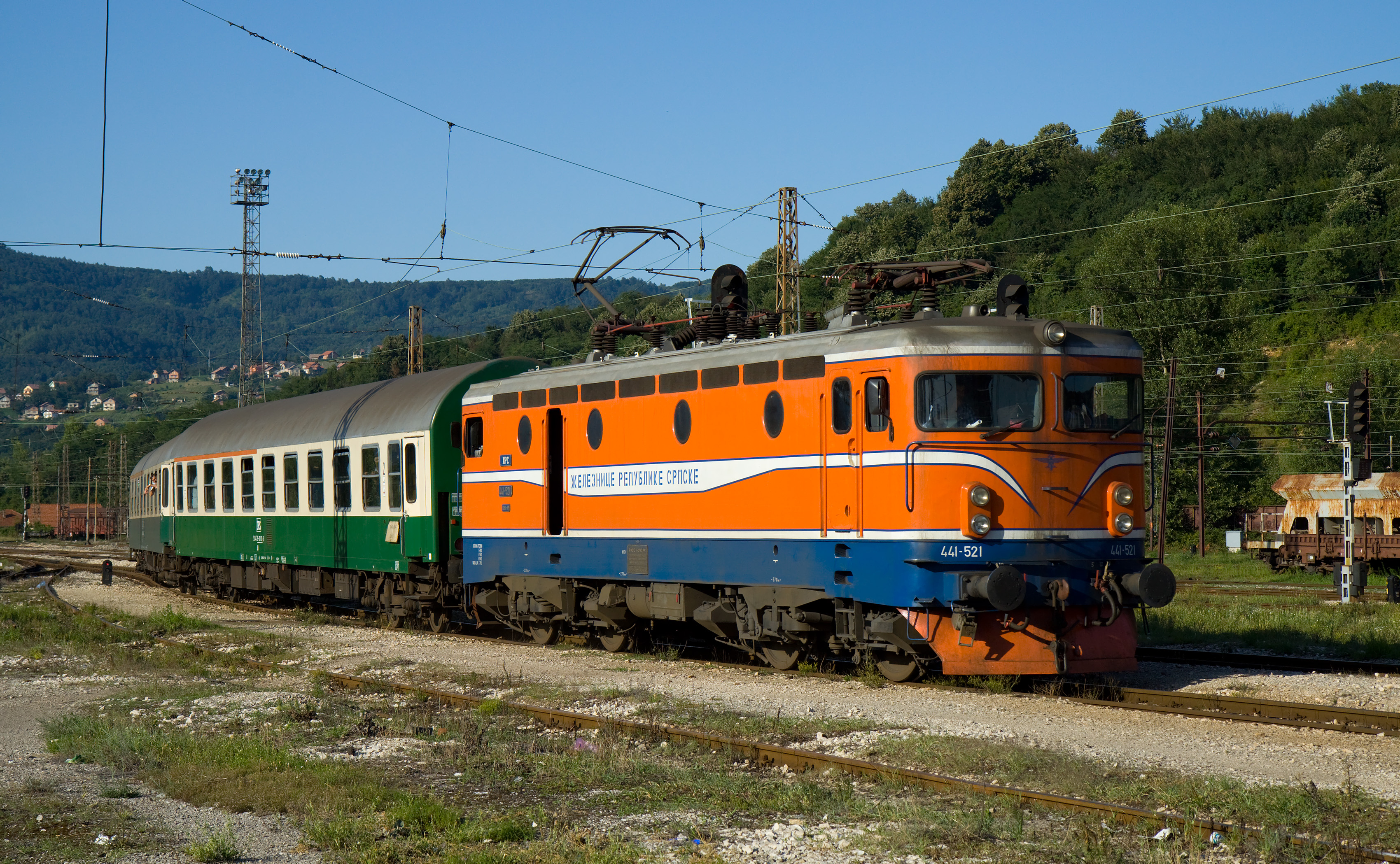
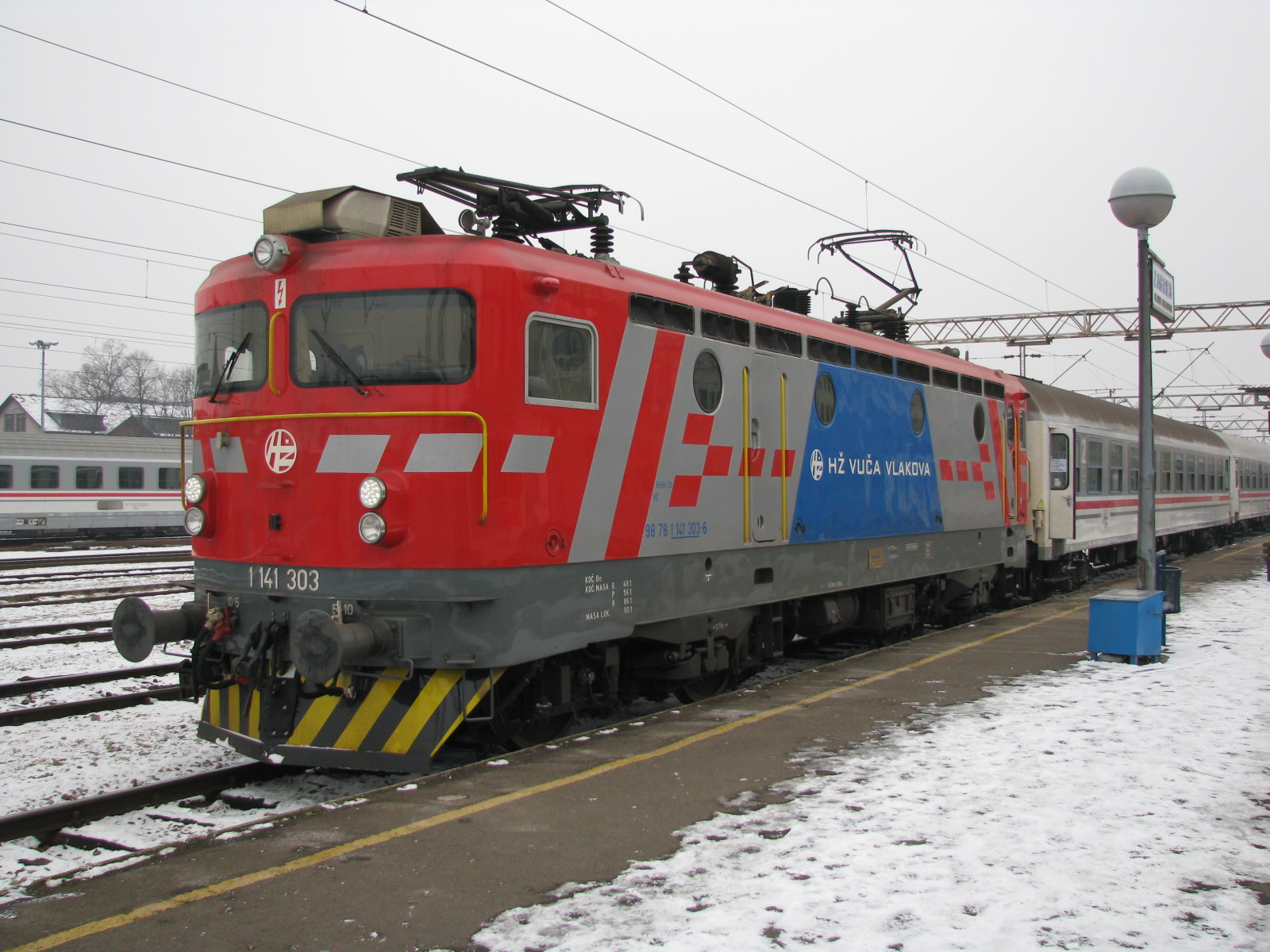
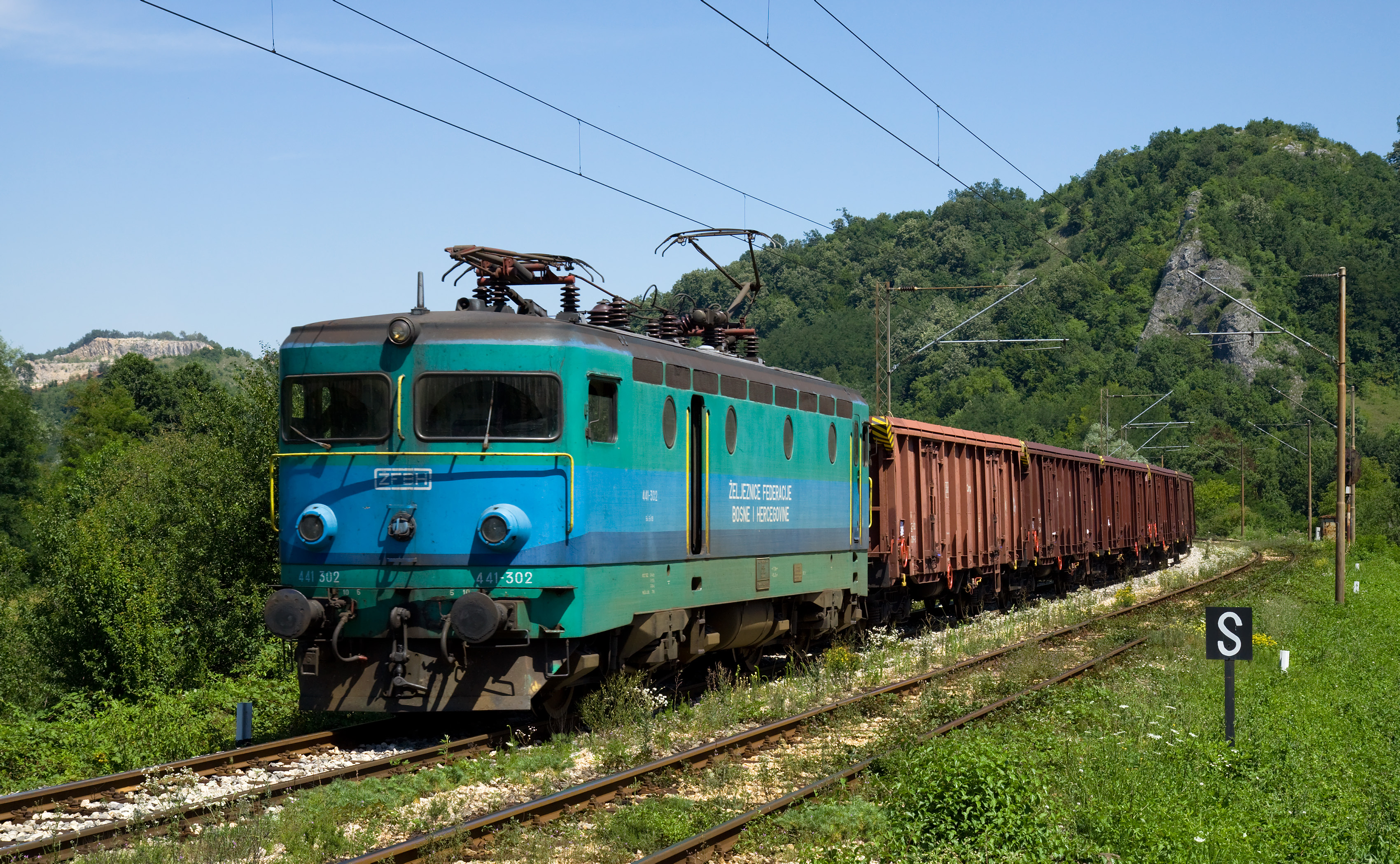
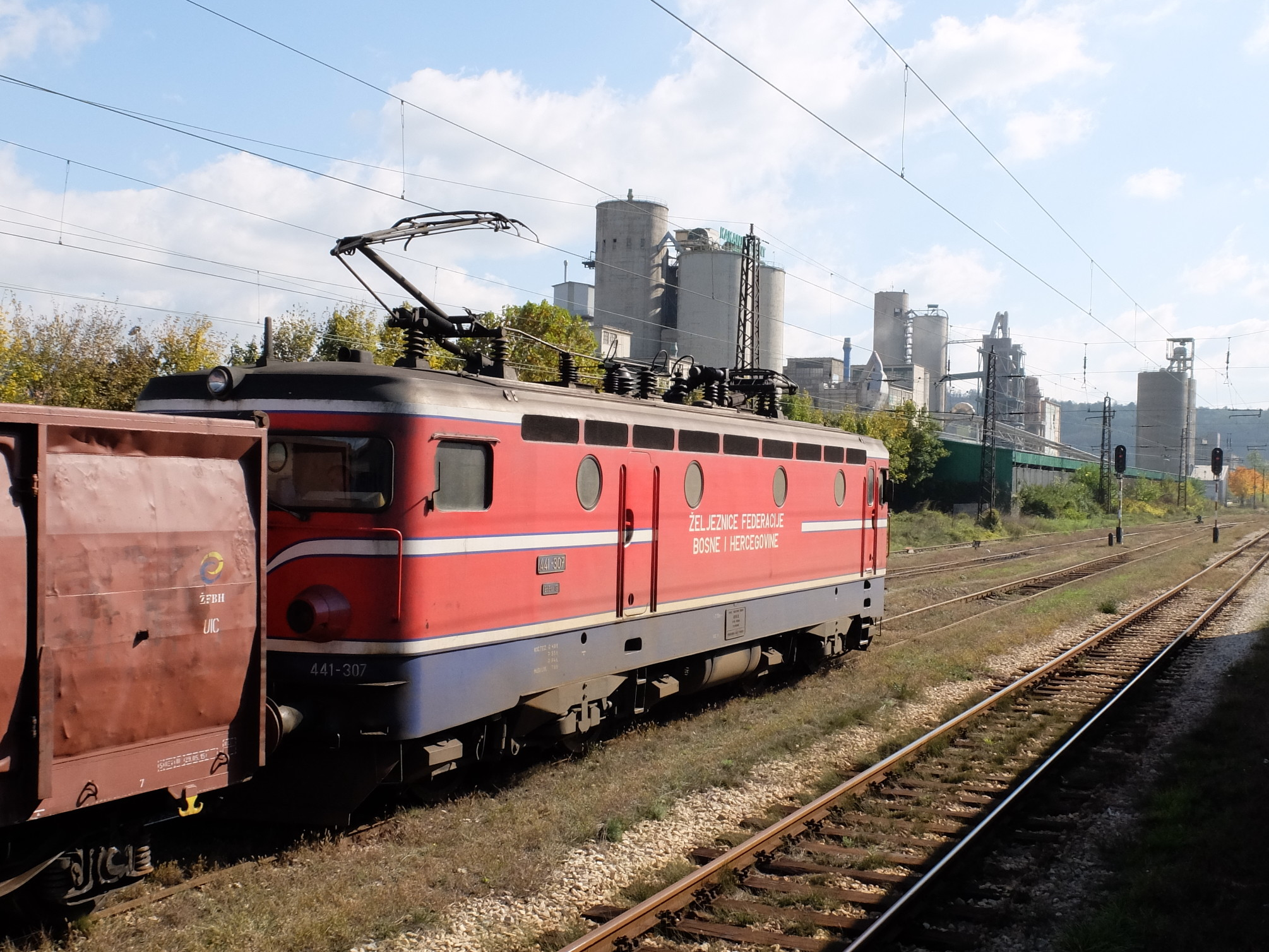
ŽFBH 441-307 (Kakanj)
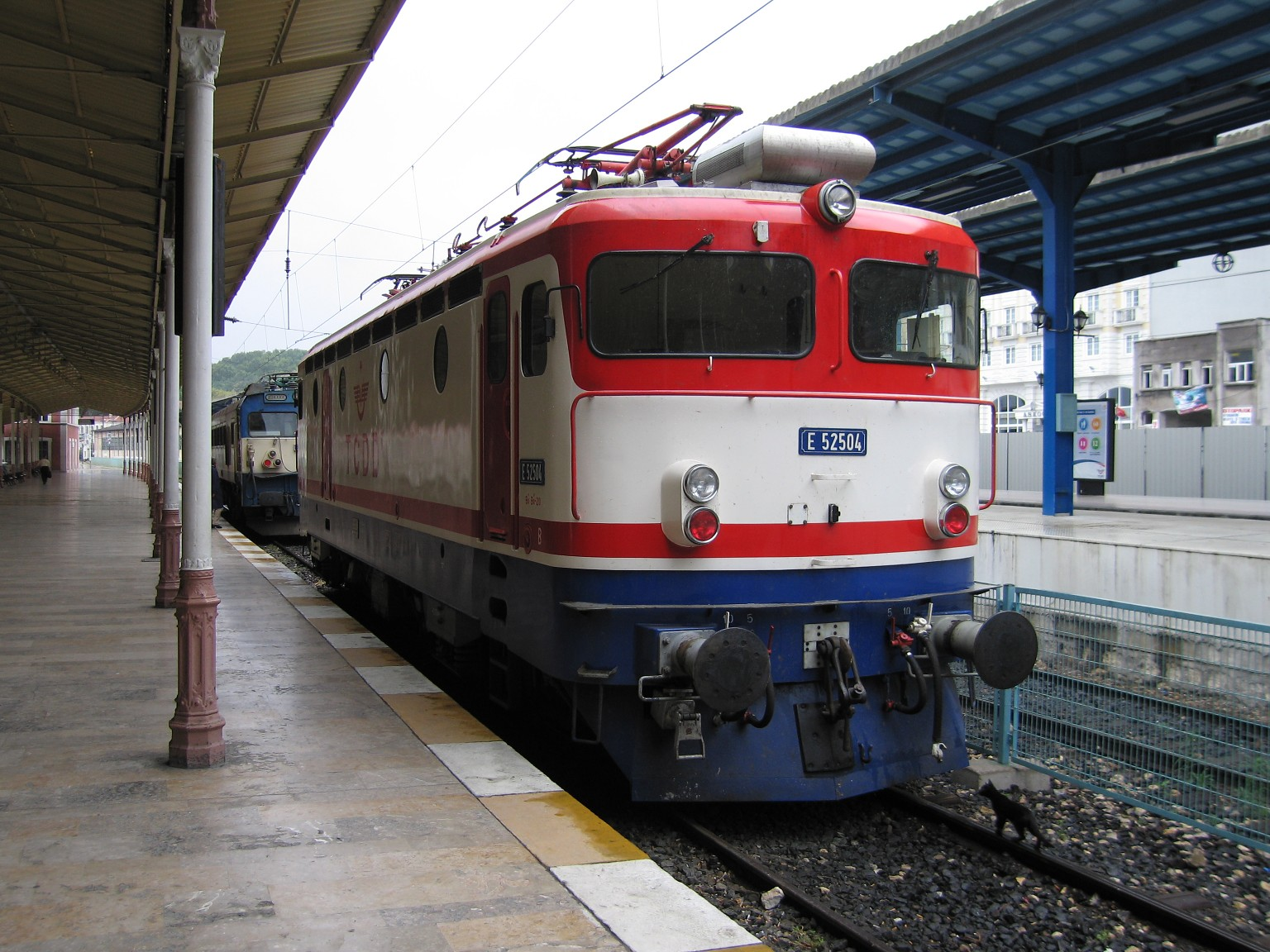
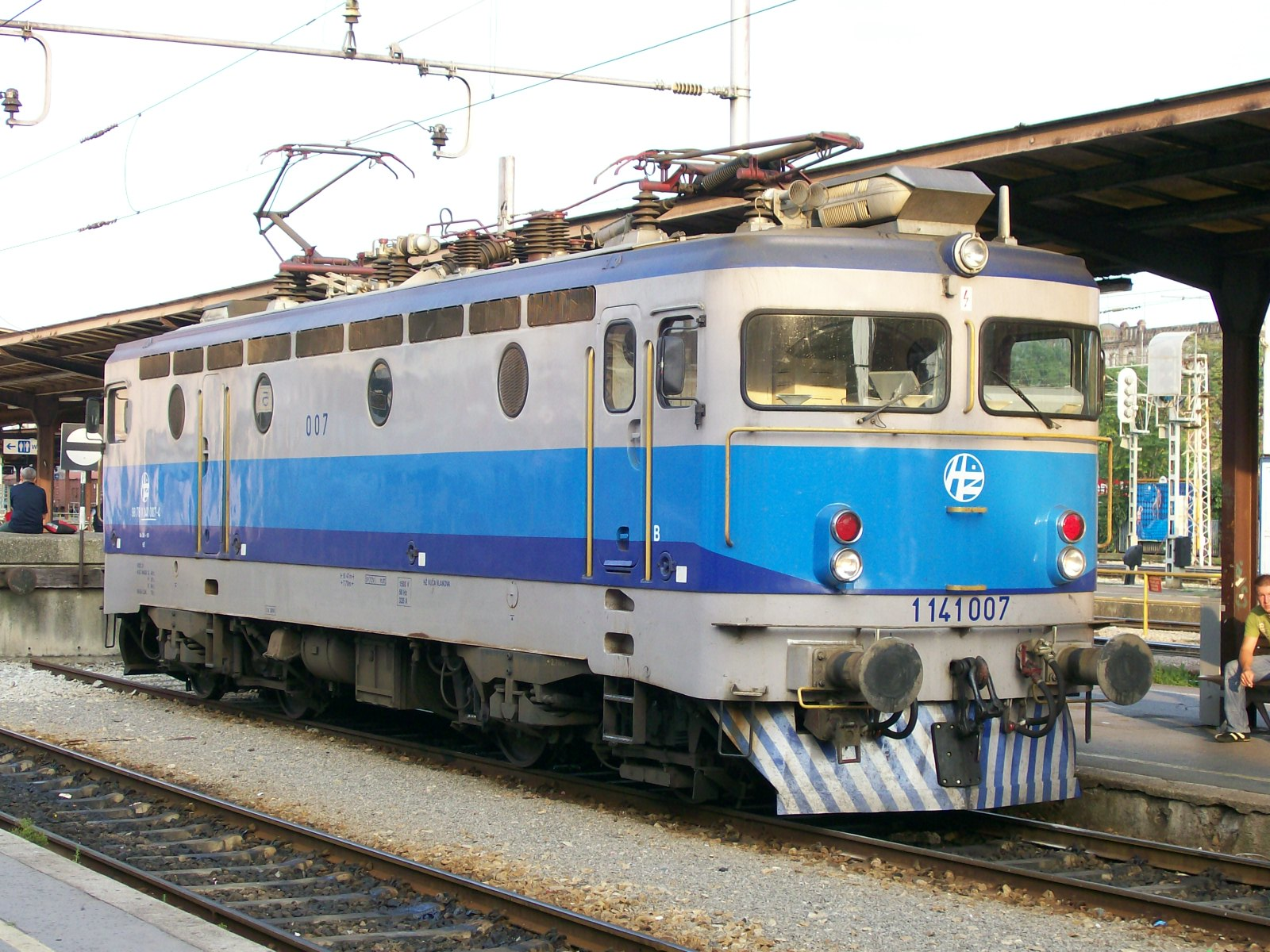
HŽ 1141 007